# Seznam iranskih kemikov
Seznam iranskih kemikov.

## A
- Ahmad Ibn Imad ul-din

## F
- Farabi, (Al-Farabi, Pharabius)

## H
- Geber; Jaber ibn Hayan

## M
- Shahriar Mobashery
- Muwaffaq, Abu mansur

## P
- Iraj Parchamazad

## R
- Razi, Zakariya (Rhazes)